# Journey to the West: Conquering the Demons
Journey to the West: Conquering the Demons (Chino: 西遊·降魔篇) es una película de comedia de fantasía de 2013 coescrita y producida por Stephen Chow y codirigida por Chow y Derek Kwok. La película se anunció por primera vez en julio de 2011 y se estrenó el 10 de febrero de 2013 en China. La película es una reinterpretación cómica suelta de la novela Viaje al Oeste del siglo XVI, un clásico literario chino que a menudo se cree que fue escrito por Wu Cheng'en. 
Una secuela, Journey to the West: The Demons Strike Back, escrita y producida por Chow y dirigida por Tsui Hark, fue estrenada el 28 de enero de 2017.

## Trama
La historia tiene lugar antes de que Tang Sanzang consiguiera a sus discípulos y se embarcara en el Viaje al Oeste.
Una aldea ribereña está aterrorizada por una misteriosa criatura acuática. Un sacerdote taoísta mata a una mantarraya gigante e insiste en que es el demonio. Sanzang, un autoproclamado cazador de demonios, parece advertir a los aldeanos que el animal no es el verdadero demonio. Los aldeanos lo ignoran y, ante la provocación del cura, lo encierran. El demonio resurge y mata a muchos de los aldeanos. Sanzang se libera y, junto con los supervivientes, logra varar a la criatura, que se convierte en hombre. 
Sanzang luego abre un libro de canciones infantiles y comienza a cantarle al demonio. Molesto, el demonio ataca a Sanzang. Otro cazador de demonios, Duan, captura y convierte al demonio en una marioneta. Sanzang le dice a Duan que su maestro le enseñó un enfoque más humano y a usar canciones infantiles para sacar la bondad de los demonios, una táctica de la que Duan se burla. Desilusionado, Sanzang se encuentra con su maestro y lamenta su falta de capacidades en comparación con los cazadores de demonios más agresivos. Su maestro reafirma su filosofía humanista y envía a Sanzang de nuevo a encontrar la "iluminación".

## Taquilla
La película estableció varios récords en la taquilla china. La película se estrenó el 10 de febrero de 2013 en China y recaudó 78 millones de yuanes ($ 12,5 millones) en su primer día, superando así el récord de 70 millones de yuanes ($ 11,2 millones) del día de estreno establecido por Painted Skin: The Resurrection el 28 de junio de 2012 como el mayor ingreso bruto de una película china. El 14 de febrero de 2013, la película recaudó 122 millones de yuanes ($ 19,6 millones) y, por lo tanto, superó el récord de 112 millones de yuanes de Transformers: el lado oscuro de la luna como la mayor recaudación en un solo día por una película en la historia de taquilla de China. La película estableció un récord de apertura en China con 92,46 millones de dólares.
Hasta la fecha, la película ha recaudado 205 millones de dólares en China, 3,6 millones en Hong Kong, 3,2 millones en Malasia y 1,8 millones en Singapur.
Journey to the West: Conquering the Demons recaudó un total de 215 millones de dólares en todo el mundo, lo que la convierte en la película china más taquillera de la historia. Monster Hunt la superó, en 2015, como la película china más taquillera jamás producida.